# 苏联铁路运输
苏联铁路是一個非常庞大的铁路运输系统，亦是苏联最主要的交通运输方式。至苏联解体前的1989年，苏联铁路运营里程长达14.75万公里，仅次于美国；其中电气化铁路里程居世界首位，总长5.38万公里，占全国铁路营业里程的36.5%；复线铁路区段总长5.38万公里，同样占全国铁路营业里程的36.5%；当年完成货物运输量逾40亿吨，运送旅客43亿人。苏联铁路以仅占全世界12%的营业里程，承担全国55%的货物周转量和37%的旅客周转量，相当于完成世界铁路运输的53%货物周转量和25%的旅客周转量。
在苏联国民经济中，铁路运输作为基础部门之一，占有特殊的地位。全国的铁路运输工作由苏联交通部统一管理，全国划分为32个铁路局及180个铁路分局，每个铁路局平均管辖约4000～6000公里的铁路，每个铁路分局平均管辖约700至1,000公里的铁路。苏联铁路拥有370万职工，约占苏联全部工作人口的3.5%；其中运营人员约210万人。除此之外，苏联八个城市的地下铁道的建设与运营从1976年1月1日开始属于苏联交通部的地下铁道总局。
苏联铁路轨距有：
- 宽轨1520mm：长14.33万km。沙俄时期为1524mm。在1960年代开始改造为1520mm，至1977年7月干线全部改轨完毕。
- 1067mm：萨哈林铁路
- 1000mm：拉脱维亚利耶帕亚有轨电车（英语：Liepāja tramway）长7.3km，加里寧格勒電車长21km，北高加索的皮亚季戈尔斯克有轨电车，利沃夫有轨电车（英语：Trams in Lviv）长33km，文尼察有轨电车（英语：Trams in Vinnytsia）长21km，日托米尔有轨电车。叶夫帕托里亚有轨电车。一些城市的米轨有轨电车已经改为宽轨，如：旧鲁萨、普斯科夫、维堡、海參崴。唯一非有轨电车的米轨铁路是车里雅宾斯克州薩特卡郊区的一家菱镁矿冶金工厂长度20km。
- 750mm：立陶宛的什文喬內利艾-白俄罗斯的波斯塔維-Bereshvetsh，长125km；什文喬內利艾-帕內韋日斯，长145km；帕內韋日斯-约尼什凯利斯，长36 km；约尼什凯利斯-比爾扎伊 42 km；约尼什凯利斯–Žeimelis 37 km；约尼什凯利斯–Petrašiūnai–希奥利艾 68 km；Petrašiūnai–林庫瓦 7 km。 拉脱维亚有大量的750mm铁路。如瓦爾卡-魯伊耶納-默伊薩屈拉-派尔努。利耶帕亚-阿尔松加（英语：Alsunga）67km-库尔迪加20km。利耶帕亚-鲁察瓦52km。利耶帕亚-艾兹普泰48km。普利亚维尼亚斯-古爾貝內-阿卢克斯内-阿佩-默尼斯泰-瓦爾加，长202km。
- 600mm：瓦爾米耶拉-斯米爾泰內32km；瓦爾米耶拉-艾納日83km

## 历史

### 苏俄内战时期

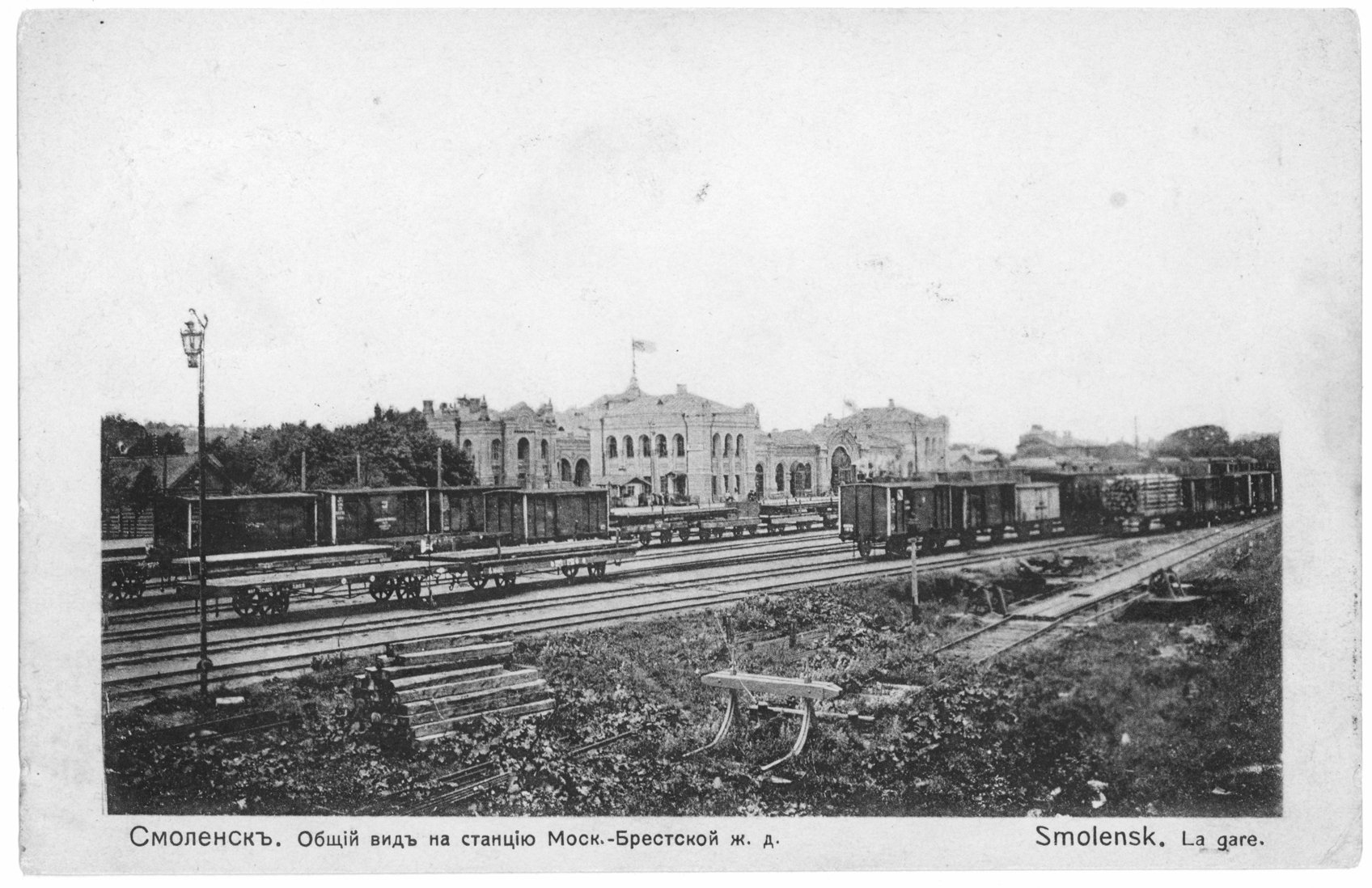
莫斯科-布列斯特铁路上的斯摩棱斯克车站（1917年）

1917年2月，圣彼得堡聚集的罢工工人转变为武装革命，随着军队与警察的加入，二月革命成功推翻了沙皇政权，同年3月15日尼古拉二世宣布退位，俄罗斯帝国灭亡。同年的十月革命又推翻了俄国临时政府，俄罗斯建立了以列宁领导、布尔什维克党为首的苏维埃政权，称为苏维埃俄国。
从1837年兴建的皇村铁路开始，俄国在19世纪中后叶先后经历了两个铁路建设高潮期。至革命前夕的1916年，俄国铁路里程已经达到8.54万公里，继美国之后位居世界第二位。为了巩固新生的苏维埃政权，苏俄政府对所有大型工业企业、铁路、银行都实行了国有化，全国的国营铁路及私营铁路分别在1918年4月及9月收归国有，并交给交通人民委员部管理。同时，为了全面整顿铁路运输秩序，俄罗斯苏维埃联邦社会主义共和国人民委员会于1918年初先后颁布了两条由列宁签署、关于铁路运输工作的重要法令。1918年2月，《关于交通人民委员部在运输业业务中的职权范围》法令确立了社会主义交通运输业的基本原则，规定铁路运输由交通人民委员部直接统一领导，其他部门甚至是军事部门亦无权干涉铁路运输的工作。1918年3月，颁布了《关于集中管理制、保护铁路和提高铁路运输能力》的法规，规定了铁路运输内部工作的组织方法，确立了铁路运输管理的三个基本要求，即集中管理制、一长制、以及最严格的劳动纪律。
俄国内战时期，铁路运输对工农红军的行动作出了有力的支援。在战时共产主义的措施下，为了将铁路的一切力量用于执行军事任务，人民委员会于1918年11月决定在全国铁路实行军事管制，各铁路局均设立了非常军事委员，行政权力隶属共和国革命军事委员会（交通人民委员亦为该委员会的委员之一）。同年12月，工农国防委员会成立了“制定整顿铁路运输工作措施委员会”，工作任务为指挥军事物资及粮食的运输，以及防范铁路的安全事故及犯罪行为。内战期间铁路开行了数以万计的军用列车，运载了大量红军部队及物资。但同时由于许多战斗发生在铁路沿线范围，俄国的铁路系统亦在战争中遭受了很大的破坏，超过4300座桥梁、1800公里铁路干线被破坏，使铁路修复工作成为苏俄政府一项沉重的负担。

### 国民经济恢复时期

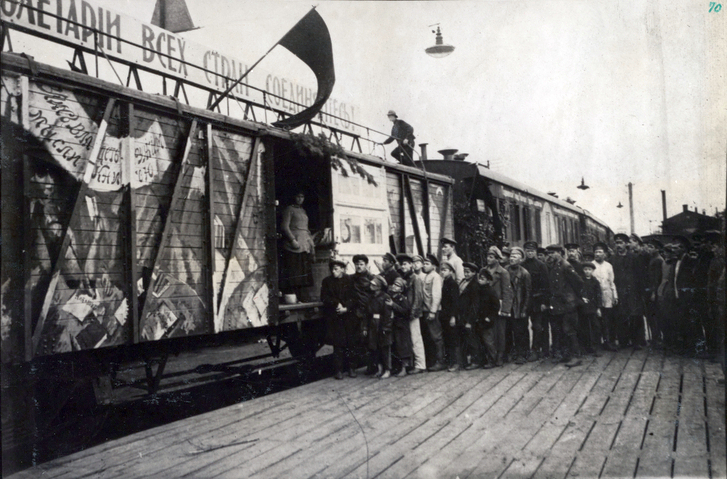
布尔什维克的“列宁”号宣传列车（1923年）

1920年代初，俄国进入内战结束后的国民经济恢复时期。1921年8月，颁布了《人民委员会关于实现新经济政策原则的指令》，包括铁路系统在内的工业部门组织结构开始了改组，第一步是恢复了铁路货物运输的付费制度，并通过了《关于在运输业中实行经济核算制原则》的法令。1922年4月，全俄中央执行委员会宣布取消铁路运输系统的军事管制，行政管理权恢复到苏俄交通人民委员部，并指示在各铁路局成立铁路管理委员会，承担经济、财政及运输业务方面的工作，而行政及技术部门的工作则仍然由铁路局管理。此外，为了适应经济恢复时期的铁路运输政策及发展，在1922年6月批准实施新的铁路条例及技术管理规程。1922年12月30日，由俄罗斯、乌克兰、白俄罗斯和外高加索联邦共同组成的苏维埃社会主义共和国联盟（简称苏联）正式成立。
由于新经济政策的实施，苏联铁路运输的恢复速度很快。至1923年，全国大部分铁路均已经完成修复，机车车辆的不良率大幅下降，劳动生产率得到较大提高。从1923年6月开始，苏联铁路就不再获发国家财政补助，铁路运营收入已足以弥补运营支出。1921年至1926年间，多条具有重要经济意义的铁路建成并交付使用，例如赫尔松—阿波斯托洛韋，布尔诺耶—伏龙芝等铁路。
第一次世界大战与苏俄内战的破坏，苏联60%的铁路网、90%的铁路机车、80%的铁路车辆被摧毁。直至1928年才恢复到1913年战前的铁路运输能力与运量，铁路网运营长度7.5万km。

### 战前五年计划时期
1928年，苏联开始实行发展国民经济的第一个五年计划，踏上社会主义工业化的道路。苏联在二战前的头三个五年计划期间，铁路运营里程从1928年的7.69万公里增长到1940年的10.53万公里，尤其土西铁路更成为了西伯利亚和中亚地区之间最主要的运输通道。同时，由于国家对铁路系统大幅加大投资，使苏联铁路的技术水平得到很大提高。在机车车辆方面，新型的标准化蒸汽机车被广泛运用，提高了列车重量及运行速度，在“一五”期间的货运和客运牵引动力主要为E型蒸汽机车及Su型蒸汽机车，至“二五”期间苏联铁路开始采用更强力的FD型蒸汽机车及IS型蒸汽机车；至1940年，这四种标准化机车已经占苏联全部机车数量近三分之二。1938年生产了蒸汽机车1216台。从十月革命到苏德战争暴发，共产生蒸汽机车13 065台。
随着货物量的增长，大载重量的四轴货车逐渐取代了落后的二轴货车，并实现了自动车钩和自动空气制动机的普及化。此外，工业部门亦对科洛姆纳、哈尔科夫、布良斯克、卢甘斯克等机车制造厂进行技术改造，以提高生产能力。在线路设备方面，重型钢轨、防腐枕木、调度电话、自动闭塞、机械化铁路养护等设备得到广泛采用。运输组织方面，苏联于1935年首次编制及实行了全国铁路列车运行图，取代了以往的区段制运行图，以提高铁路运输工作的协调性。

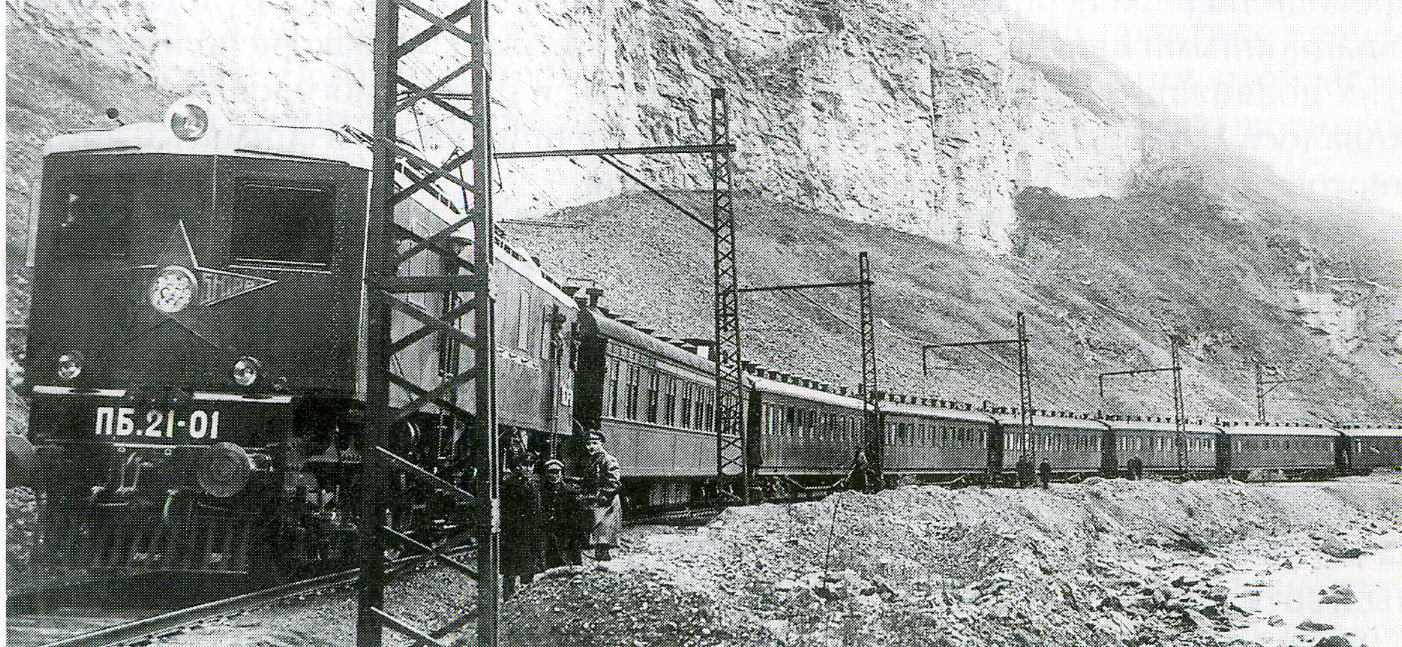
PB21型电力机车牵引的旅客列车行驶在外高加索铁路（1934年）

另一方面，电气化铁路也是俄罗斯国家电气化计划中最重要的环节之一。早于1920年，列宁提出了著名的口号：“共产主义就是苏维埃政权加全国电气化”，苏维埃政权是实现共产主义的政治方面的保证，而全国电气化则是经济方面的保证。同年，根据劳动国防委员会的决定，成立了俄罗斯国家电气化委员会，以制定、执行及监督全国电气化计划。在铁路电气化的计划中，决定首先在运输繁忙区段及大坡道困难区段实现电气化。1926年，苏联在巴库铁路枢纽的20km长的市郊铁路上首次试验实行电气化；1929年至1931年，莫斯科枢纽的市郊铁路亦实现了电气化。1932年，外高加索铁路穿越苏拉姆山口的区段完成了电气化，成为苏联第一条实现电气化的铁路干线。事实证明，电气化铁路不仅有效提高了运输能力，还节省了大量燃料，并使沿线地区能够更广泛地使用电力。基于外高加索铁路电气化的成功经验，苏联在第二个五年计划时期开始加快在国内其他地区修建电气化铁路。至1940年，苏联已经有1870公里的电气化铁路，但与当时美国近5000公里的电气化铁路里程相比仍有一定距离。战前，苏联生产电力机车209台。
1922年1月4日，根据列宁的提议，苏俄政府做出了开始研制内燃机车的决定。1924年11月6日，由雅科夫·莫杰斯托维奇·加盖尔为首设计了苏联第一种内燃机车Щэл1机车，由波罗的海船厂与普梯洛夫工厂，运行试验至1928年。在德国的埃斯林根工厂试制了Ээл2机车、在克虏伯试制了Ээл5机车，在科洛姆纳工厂试制了Ээл9机车之后，Ээл机车定型，从1932年至1940年在科洛姆纳工厂批产了46台，投入中亚阿什哈巴德使用。当地沙漠地区，蒸汽机车补给水困难，1938年组建第一个内燃机务段。

### 苏德战争时期

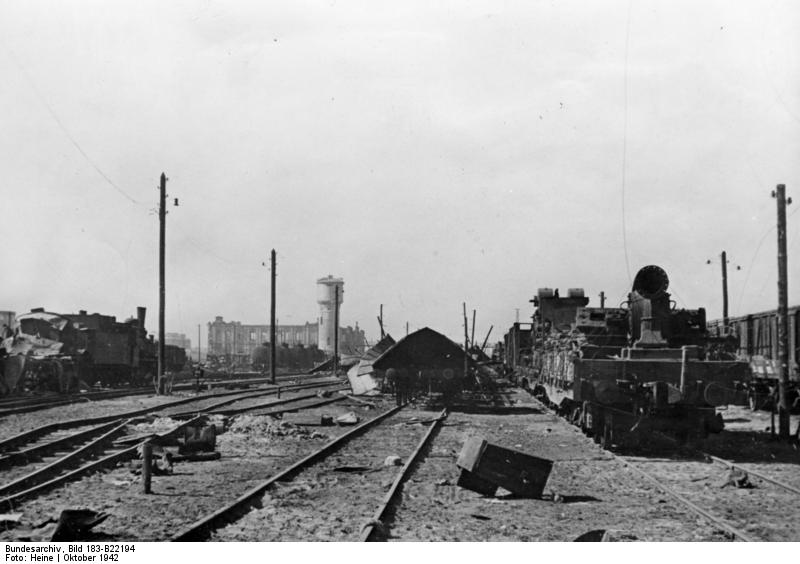
被战火摧毁的斯大林格勒车站

1941年6月，纳粹德国对苏联发动全面进攻，由此开始了长达四年的苏德战争。苏联铁路随即按战时体制运作，列车按特定的军事运行图运行，务求最快速地运输军队及物资。在战争期间，苏联铁路承担了前所未见的运输任务，不仅要配合作战攻势将部队及军用物资及时地从后方运输到前线，还要完成将西部地区工业基地转移到东部的撤退运输。苏联铁路从作战开始就已经是德军的重点空袭目标，但由于迅速的抢修工作，铁路货运量在战争期间仍然不断增长。斯大林格勒战役后，德军为了阻碍苏军的追击，在撤退时破坏了超过6.5万公里的铁路，但苏联通过大规模及高效率的铁路修复工作，保证了作战前线及后方的联系。到了战争后期，随着苏军不断向柏林推进，铁路抢修工作并扩展到波兰、南斯拉夫、捷克斯洛伐克、匈牙利、罗马尼亚等国家。至二战结束时，苏联国内的铁路基本上已经全部通车。此外，不少铁路工人因为战时的英勇事迹，而获得社会主义劳动英雄的称号。

### 二战后的发展

#### 战后恢复时期
第二次世界大战，苏联铁路遭到严重损失，65000km路线、4100个车站、13000座桥梁、16000台蒸汽机车及400 000辆铁路车辆遭到破坏。
1946年，苏联开始了恢复和发展国民经济的第四个五年计划，要求短时间内将铁路运输全面恢复到战前的水平，主要任务包括修复铁路基础设施、缩短车辆周转时间，并对许多铁路进行复线化改造。为了适应货物及旅客运输量的快速增长，“四五”计划规定对铁路基础建设的投入为401亿卢布，即苏联在该五年内投入全部国民经济投资额的13%。至1950年，苏联铁路的货物周转量几乎比1945年增加了一倍，尤其在乌拉尔、库兹巴斯、卡拉干达、西伯利亚等地区在战后快速发展的煤炭及钢铁工业，使这些地区的货运周转量的增长远较其他地区为多。在铁路基建的投资当中，其中八成是用于铁路修复及建设工程，基于苏德战争时的铁路修复经验，以及大量采用建筑机械，使战后的铁路修复工程得以极高的速度进行。与此同时，在1946年3月举行的第二届苏联最高苏维埃第一次会议上的决定，所有“人民委员部”改称为“部”，交通人民委员部更名为交通部。
为此，1945年至1946年从美国机车公司和鲍尔温机车厂进口了68台Да型柴油机车与30台Дб型柴油机车。哈尔科夫运输机械制造厂逆向仿制Да型柴油机车技术，于1947年3月试制成功使用1000马力Д50型四冲程柴油机的TE1型柴油机车，此后又在此基础上于1950年开发出双节重联2000马力的TE2型柴油机车，以及应用于寒冷地区的TE5型柴油机车。哈尔科夫工厂仿制了美国登陆艇用的费尔班克斯-莫尔斯38D-8-⅛型船用柴油机，制造了2Д100型二冲程柴油机，1953年末制造出双节4000马力的TE3型柴油机车，一直生产到1973年，共制造了6808台，成为苏联第二代内燃机车的标志。中国在TE3型机车的基础上，仿制生产了933台东风型柴油机车。 
战后开始了单相工频交流牵引技术研究；1955年开始试验运行，1956年通车交流牵引路段124km。
蒸汽机车战后最高产量为1949年的1184台。
从1951年实行的第五个五年计划开始，随着国民经济的发展，苏联铁路运输量持续快速增长，至1954年的货物周转量已经达到8500亿吨公里，超越美国并位居世界第一。

#### 铁路运输的矛盾
1956年至1960年苏联第六个五年计划，是苏联铁路装备换代革命时期。1957年苏联停止生产蒸汽机车，蒸汽机车制造厂全面转产内燃机车。1956年干线内燃机车年产仅为161节，1959年突破1000节，1960年干线内燃机车生产1303节，电力机车700节，调车内燃机车400台。内电牵引比从1955年的14.1%提高到1960年的43.2%。1974年内燃牵引比重达到历史极大值，为48.2%。1975年干线牵引全部淘汰了蒸汽机车。1979年，调车作业也全面淘汰蒸汽机车。
1958年开始建造使用钢筋混凝土轨枕。开始在各铁路局使用计算机自动化。
哈尔科夫工厂研制出240mm缸径的Д70型16缸四冲程V型中速柴油机，1964年装用于2TE40型柴油机车，内燃机车进入第三代。科洛姆纳工厂研制的260mm缸径四冲程Д49型柴油机1971年开始装用于2TE116型柴油机车，成为第三代内燃机车主力，累计生产1700台。
1975年，苏联铁路长度比战前增加了1.76万km，运输量增长了3倍 (达到了36.211亿吨)。电化牵引完成了51.7%的运输量，内燃牵引完成了47.9%的运输量。3.89万km铁路实现电化。6.24万km实现了自动闭塞。1975年，苏联铁路货物运输量为36.2亿吨，货运密度为每公里1510万吨，货物周转量达到32362亿吨公里，占当时世界铁路货运总周转量的一半。与此同时，苏联铁路运输的技术装备也在不断进步，1977年普及自动闭塞、调度集中等铁路技术。
1978年铁路货运周转量达三万四千多亿吨公里，占国内货运任务的四分之三。

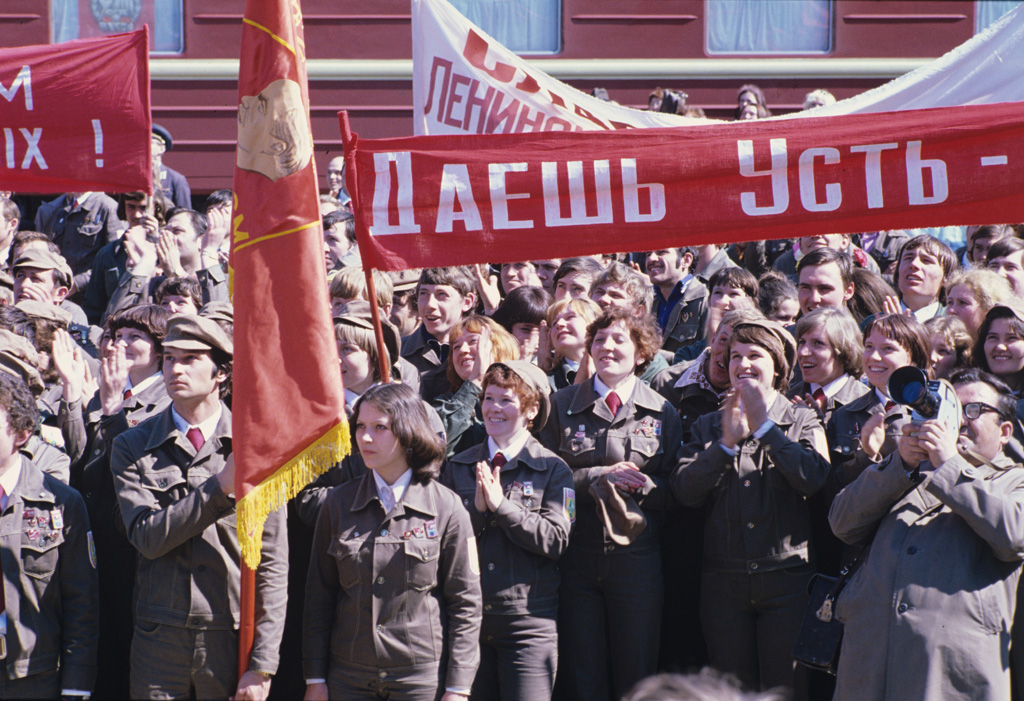
支援贝阿铁路建设工程的学生队伍（1979年）

然而，在这段时期苏联铁路运输的困难和矛盾变得越来越尖锐，铁路运输业逐渐不能适应经济发展的需要，尤其进入1970年代以后，苏联铁路系统始终处于高度紧张的状态，成为苏联经济发展中一个突出的薄弱环节。在1970年代中期，苏联主要铁路干线的运输能力已经全面饱和，货运量增长远超过正常铁路运输的承受能力。从1961年至1975年的时间内，苏联铁路货运量几乎增加了一倍。但从第十个五年计划（1976年—1980年）开始，每年的货运量增长呈现大幅度下降，铁路运输效率不增反降，大量货物积压或中途滞留，因而对国家经济造成了严重的损失。这种困难局面亦引起了苏联领导人的关注，苏共中央总书记勃列日涅夫多次要求缓解铁路运输紧张状况。1977年1月，苏共中央和苏联部长会议通过了《关于1976—1980年发展铁路运输措施的决议》。1979年11月，勃列日涅夫在苏共中央全会上点名批评了十一个部的部长，第一个被点名的就是交通部长伊万·格里戈利耶维奇·帕夫洛夫斯基 ，批评“交通部和计划委员会没有妥善执行苏共中央关于发展运输的专门决议，（燃料、矿石、木材和谷物等）重要货物的运输计划遭到严重破坏”。1965年以来，苏联铁路货运量增长百分之七十，而运输能力只增长百分之二十三，积压待运的货物经常达到几千万吨。
苏联铁路出现严重的运输矛盾，主要原因是铁路建设及经济发展的严重失调，以及不合理的工业及交通运输布局所造成的。在冷战期间，尤其在赫鲁晓夫和勃列日涅夫的统治下，苏联同美国进行的军备竞赛越趋激烈，并侧重发展重工业及国防工业，苏联的国防开支自1950年代起不断飙升，从1955年的324亿美元增加到1979年的1480亿美元，占财政支出的三分之一以上。这使苏联不得不压缩其他经济部门的投资，包括铁路部门的资金。二战之后，苏联在铁路发展的投资占国民经济总投资的比例越来越小，与重工业投资的差距不断扩大，至第九个五年计划时铁路投资仅占全部国民经济投资额的2.6%。在这段时期，苏联铁路建设的步伐大大放慢，从1946年至1978年的三十二年内，仅仅修建了2.63万公里的铁路。根据1956年的铁路电气化总规划，原本计划在1956年至1970年间建成40000公里的电气化铁路，但实际仅完成27846公里；而1971年至1980年的十年内，只建成了9307公里的电气化铁路，平均每年不到1000公里。
另一方面，苏联的经济管理体制亦阻碍了铁路建设及运输。1974年，苏联恢复动工修建在当时号称“世纪工程”的“贝加尔—阿穆尔铁路干线”，但由于不同政府部门内的官僚主义，铁路工程进度变得十分缓慢，在财政拨款中的各项问题上也花费了许多时间，使贝阿铁路至1984年底才全线竣工。从1970年代初起，苏联为了改变全国的工业布局，将开发西伯利亚和远东地区的资源作为苏联经济发展的一个战略方针。东部地区成为苏联最主要的生产原料和能源产地，苏联西部地区所需原料和燃料的八成以上依靠东部地区供应，而东部地区的工业产品和生活必需品则要靠西部地区供应，如此一来造成铁路运输距离及运输量的大幅增加。此外，由于苏联的公路运输十分落后，使铁路系统承担了大量运送距离在200公里以内的短途货物运输，竟占全国铁路货运量的五分之一以上；同时，因为缺乏完善的管道运输，苏联近九成的石油产量需要通过铁路运输。各个运输部门的各自为政，以及不合理的运输分配，不仅加重了铁路系统的负担，亦造成很大的经济损失。

#### 整顿铁路的措施
1982年11月，勃列日涅夫去世后，安德罗波夫接任苏共中央总书记。面对问题重重的交通运输业，安德罗波夫执政以后开始采取了一系列措施来进行全面整顿。在1982年11月举行的苏共中央全会上，安德罗波夫对交通部的工作作出了严厉的批评，并随即撤销了伊万·格里戈利耶维奇·帕夫洛夫斯基的交通部长职务，任命副部长尼古拉·谢苗诺维奇·科纳列夫为交通部长，同时委派苏共中央政治局委员、苏联部长会议第一副主席阿利耶夫直接主管交通运输工作。1982年12月13日，苏联交通部召开部务委员会扩大会议，研究解决铁路运输落后的问题，会后通过了《关于改进国民经济货运和客运计划工作和组织工作、加强经济机制对提高运输企业和运输组织工作效率的影响》的决议。决议要求铁路运输采取加快科学技术的发展速度、广泛采用科技新成果、提高运输工作的效率和质量、加强劳动纪律等措施，确保完成1983年运输计划。
为了提高铁路输送能力，苏联交通部决定扩大推广莫斯科铁路局发展铁路重载运输的先进经验，致力提高货物列车重量、延长列车编组长度，广泛开行以组合列车和超重超长列车为主要形式的重载列车，使全国货物列车平均载重量得到提高。此外，为了改善货车车辆的运行状况、确保车辆运用的安全，安排车辆使用单位（工厂企业）的力量来协助维修车辆，在1983年苏联全国有5000家大型工厂参加了修理车辆的工作，这种方法既减少修理费用和缩短维修时间，又能延长了车辆的使用寿命。同时，交通部又推广普及敖德萨铁路局发展的合理化运输方案、白俄罗斯铁路局的列车运行和装卸货物自动控制系统、南乌拉尔铁路局减少装卸货时间等先进经验，从而提高了铁路运输效率及劳动生产率。另一方面，为了提高铁路职工的工作积极性，交通部在1983年实行了一次性奖励制度，根据完成任务的情况向职工发放奖金，同时并给予一定数量的工资补贴，并为铁路职工建造了1400万平方米的住宅，以及学校、医院等公共设施。
这些措施很快就产生了效果，1983年的苏联铁路运输状况出现了明显的好转，基本上完成了主要计划指标。货物运输周转量达36000亿吨公里，超额完成计划17%，比1982年增加4%；全年货运量为38.51亿吨，超额完成计划6360万吨，比1982年增加3%。
1984年全国货物总周转量为76821亿吨公里，其中铁路占47.4％，管道（仅包括原油、成品油和天然气）占30.8％，海运占12.1％，公路占6.2％，河运占3.5％，航空运输所占比重很小。1984年全国铁路营运里程为14.41万公里其中电气化铁路营运里程为4.79万公里，其中为26700km为直流供电牵引。
1985年，生产电力机车590台，干线内燃机车1342台，调车内燃机车493台，客车3000辆，货车66 600辆。机车保有量：电力机车15 800台，干线内燃机车39 100节，调车内燃机车18 300台，全部机车保有量为73 200台。
1988年达到了苏联铁路运输最高峰：货运量41.16亿吨，客运量43.959亿人，路网增加了3.4千km。

#### 铁路重载运输

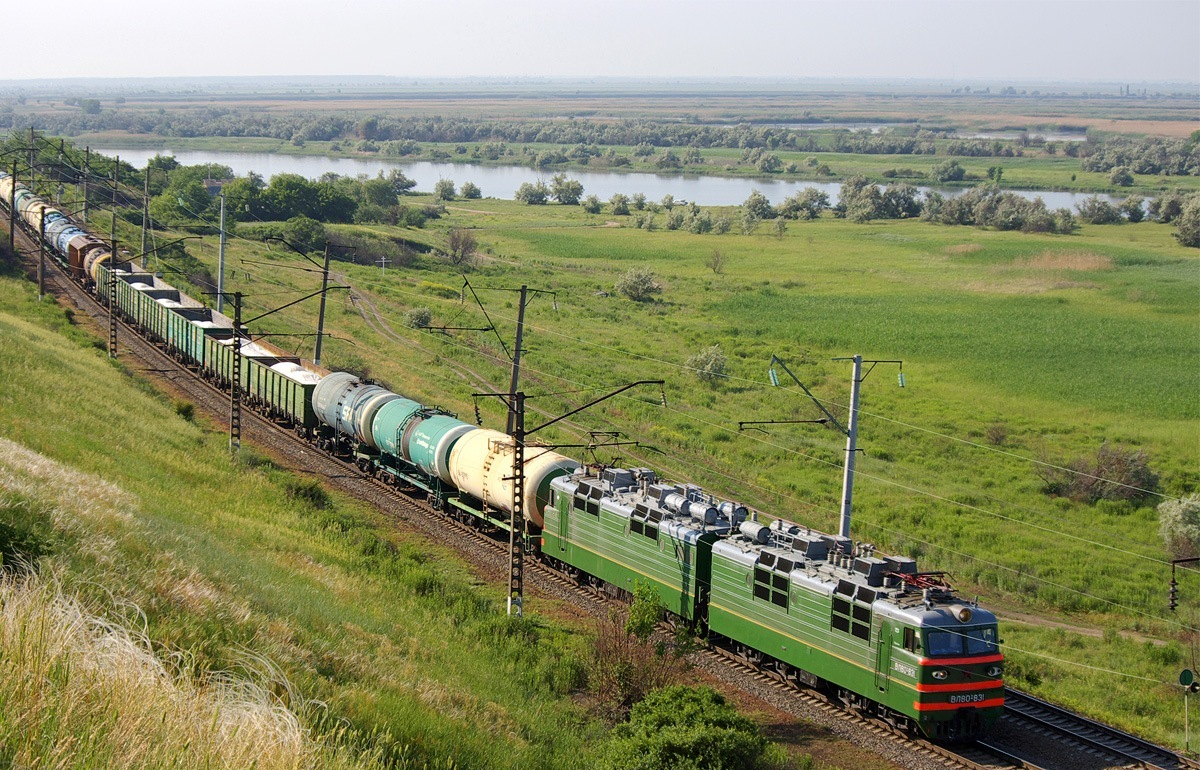
苏联解体后俄罗斯铁路仍继承了苏联铁路的重载运输模式

为了解决运输能力及运量之间的矛盾，苏联从1960年代就开始大力发展铁路重载运输，在适当提高行车速度的同时，大力增加列车重量和行车密度，从而 扩大铁路输送能力。1970年代后期，苏联铁路对货物列车的重量、速度和行车密度的合理配合进行了大量研究和试验。1979年1月，莫斯科铁路局成功开行超长超重货物列车，在行车密度已经饱和的喀山至顿巴斯区段上，组织开行比规定牵引定数将近多一倍的6000吨直达重载列车，并发布了“关于组织6000吨循环货物列车”的命令。同年，莫斯科铁路局共开行了15.2万列长重列车，虽然货运量比上一年增加2.2%，但开行列车总数反而减少4.4%。由于其良好的经济效益，莫斯科铁路局的经验得到苏共中央的支持，组织开行重载列车的办法很快就推广到其他铁路局。除了超长超重列车，苏联铁路也致力发展重载组合列车，即由两列或以上同方向运行的货物列车首尾相接、合并组成的列车。开行“合并列车”的方法首先是在伏尔加铁路局试行，最早用于线路施工封锁后作为疏通延误列车的临时办法，至1970年代逐渐变成正规行车制度。
从1980年代初起，苏联铁路重载运输的规模不断扩大，列车重量持续提升。1980年3月，莫斯科铁路局率先在雷布諾耶至彼罗沃区段开行10000吨直达重载列车，由两台分别位于列车首尾的VL11型电力机车牵引。北高加索铁路局开行了由五列货车合并而成的1.5万吨组合重载列车。克麦罗沃铁路局开行由四列货车合并而成的2.4万吨组合重载列车。至1984年底，开行超重超长列车的铁路营业里程已超过3万公里，所完成的运量占全国铁路货运量的比重已超过10%。1986年2月，哈萨克斯坦的切利诺铁路局在埃基巴斯图兹至切里诺格勒区段进行了超级重载煤炭列车的运行试验，列车总重43407吨、编组440辆煤炭漏斗车、总长度达6.5公里，由分布在列车不同位置的四台机车牵引，各机车司机用无线电话进行联系，列车不停站运行了300公里，创下当时铁路重载运输的世界纪录。1988年，苏联铁路货物周转量达到38520亿吨公里的巅峰。
在铁路重载运输的发展过程中，苏联铁路也形成了自成一格的技术体系。在牵引动力方面，苏联根据自己国情需要和经济计算，决定同时大力发展电力牵引和内燃牵引，两者只要合理配置就能相互补充。至1988年，苏联的电气化铁路里程为5.3万公里，而内燃牵引里程达到9.3万公里。为满足重载货物列车的牵引需要，苏联铁路并没有采取北美铁路多机重联牵引的一贯方式，而是致力于提高铁路机车的单机功率，先后开发了一系列大功率电力机车及柴油机车，例如VL11、VL15型直流电力机车，VL80、VL85、VL86F型交流电力机车，以及2TE10、2TE116、2TE121型柴油机车。1980年代，苏联更成功研制了多种独树一帜的超大功率干线货运柴油机车，包括单节6000马力的TE136型柴油机车，双节重联8000马力、采用交流传动的2TE137型柴油机车，以及当时世界上功率最大、双节重联12000马力的2TE126型柴油机车。
在多机牵引的组合重载列车上，亦采用了苏联开发的无线控制技术。早期采用乌拉尔铁路运输工程学院研制的“参谋”无线遥控系统，该系统不参与机车的控制，只负责向后部机车发出控制命令。至1980年代中期，全苏铁道运输科学研究院研制出功能比较完善的“СМЕТ ”机车遥控系统，乌拉尔铁路运输学院亦开发了“КОНСУЛ-Т”简易型无线遥控操纵装置，两者均已推广应用。此外，铁路货车车辆载重量亦不断提高，由初期的21吨轴重逐步提升到23、25吨轴重，亦曾经研制了六轴、八轴重型货车。

#### 旅客运输的发展

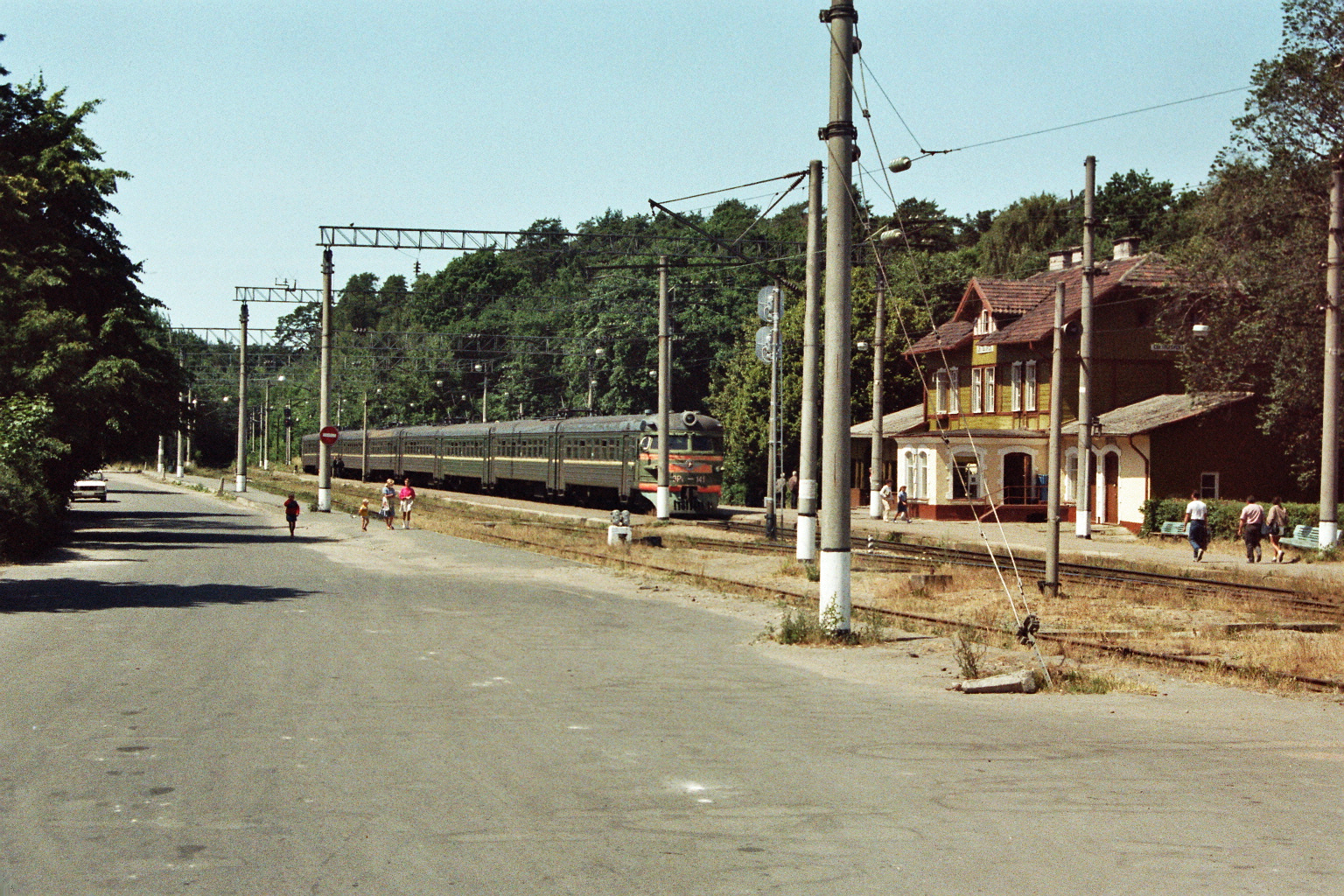
加里宁格勒的市郊通勤列车（1982年）

铁路是苏联最主要的旅客运输方式，铁路客运量占苏联全国交通总客运量的40%以上。至1978年，苏联铁路旅客周转量已达到3321亿人公里，旅客发送量超过360300万人，铁路客运规模仅次于日本。夏季是苏联铁路的客运高峰期，夏季客流通常比冬季客流增长约一倍，因此苏联铁路在夏季需要加开大量季节性的临时旅客列车来满足需求。另外，市郊通勤运输占了苏联铁路客运的极大比重，市郊通勤客运占铁路客运量的90%以上，在1985年苏联铁路平日开行的长途及地区旅客列车数量为1032对，而市郊旅客列车数量竟达到8750对。随着城市化的发展，大城市周边郊区逐步建成了若干卫星城镇，大量的工厂和住宅建在郊区，加上苏联人民拥有私人汽车的比例远落后于西方发达国家，使铁路不得不肩负起沉重的市郊通勤运输任务。此外，苏联铁路亦提供国际旅客联运服务，开行了78对往波兰、芬兰、法国、东德、匈牙利、罗马尼亚、保加利亚、捷克斯洛伐克、南斯拉夫、中国、蒙古、朝鲜等国各地的国际列车。

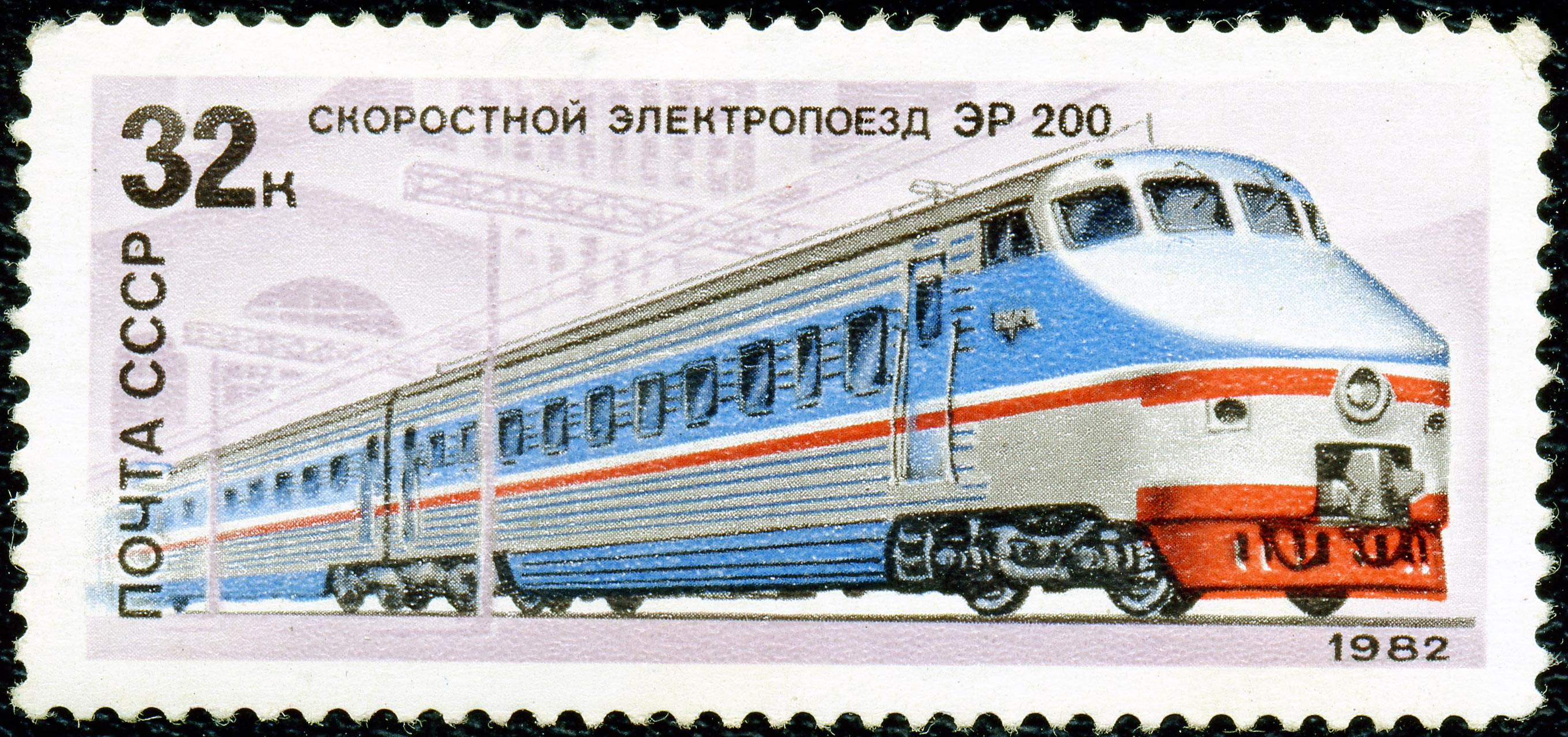
一枚以ER200型高速列车为主题的苏联邮票（1982年）

从1950年代末开始，苏联铁路开始在铁路干线上进行提速改造，以提高旅客列车的运行速度。在线路条件较好的莫斯科-列宁格勒铁路上，通过撤销部分车站、延长缓和曲线、更换钢轨道岔、强化桥梁隧道等措施，使旅客列车最高速度在1958年至1963年间分三个阶段由100公里/小时提高到160公里/小时。1963年3月，苏联第一列最高速度达到160公里/小时的特快旅客列车，在莫斯科和列宁格勒之间投入运营，被命名为“阿芙乐尔号”，单程旅行时间缩短到五小时内。1964年，日本的东海道新干线通车营运，成为世界上首条高速铁路。受其影响，苏联于翌年开始研制最高速度达200公里/小时的ER200型电力动车组，并于1973年试制出首组列车，同时并对莫斯科-列宁格勒铁路再次进行提速改造工程。1984年3月，ER200型高速列车正式投入试营运。
1970年代中后期，随着苏联铁路客运量的持续增长，特别是在夏季的客运高峰期，使铁路客运及货运能力均极为紧张。由于旅客列车开行数量增加而阻碍货运列车运行的情况经常出现，客运列车在复线区段平均占线路通过能力的30%，在单线区段占约20%，个别区段甚至超过60%。因此，如果旅客列车对数再继续增加，势必影响货物运输计划的完成。为了缓和铁路干线上客货运输之间愈加突出的矛盾、尽可能挖掘提高铁路输送能力，苏联铁路决定按照重载运输的方式，开行超长编组旅客列车和合并旅客列车。1980年代初，在主要干线上逐步将旅客列车的车厢数量提高到22～24辆，并计划将进一步提高到30～32辆。1985年，苏联铁路有180趟旅客列车扩编为20～24辆，并于1986年在莫斯科往克里米亚、高加索地区方向（例如辛菲罗波尔、叶夫帕托里亚等地）的铁路上进行32辆大编组客车的试运行。如果受到车站到发线及站台长度限制，两列普通编组的列车可分别在在始发站两条股道上同时接载乘客，然后出发至前方车站再合并连挂运行，运行至终到站的前一车站分解为两列列车后追踪运行进站。
而铁路客票发售和预订系统方面，苏联也是较早在铁路客运采用大型计算机售票系统的国家。以往苏联铁路客票的发售一直沿用常备客票和人手售票方式，存在售票效率低、售票范围小、席位管理混乱等缺点。1960年代中期，苏联借鉴了日本国铁的车票预订系统，开始研发适用于苏联铁路的自动化联网售票系统。1972年，“特快-1”（«Экспресс-1»）自动售票系统在莫斯科铁路枢纽的车站投入小规模试验，该系统只能处理订购十天内莫斯科出发的长途列车车票的简单任务。1982年，第二代的“特快-2”自动售票系统研制成功，并逐步在全国各地主要车站投入使用，该系统能够查询和订购四十五天内的各地长途列车车票，实现全国联网售票，至1989年已经在全国部署了15个地区数据中心。

#### 高速铁路规划

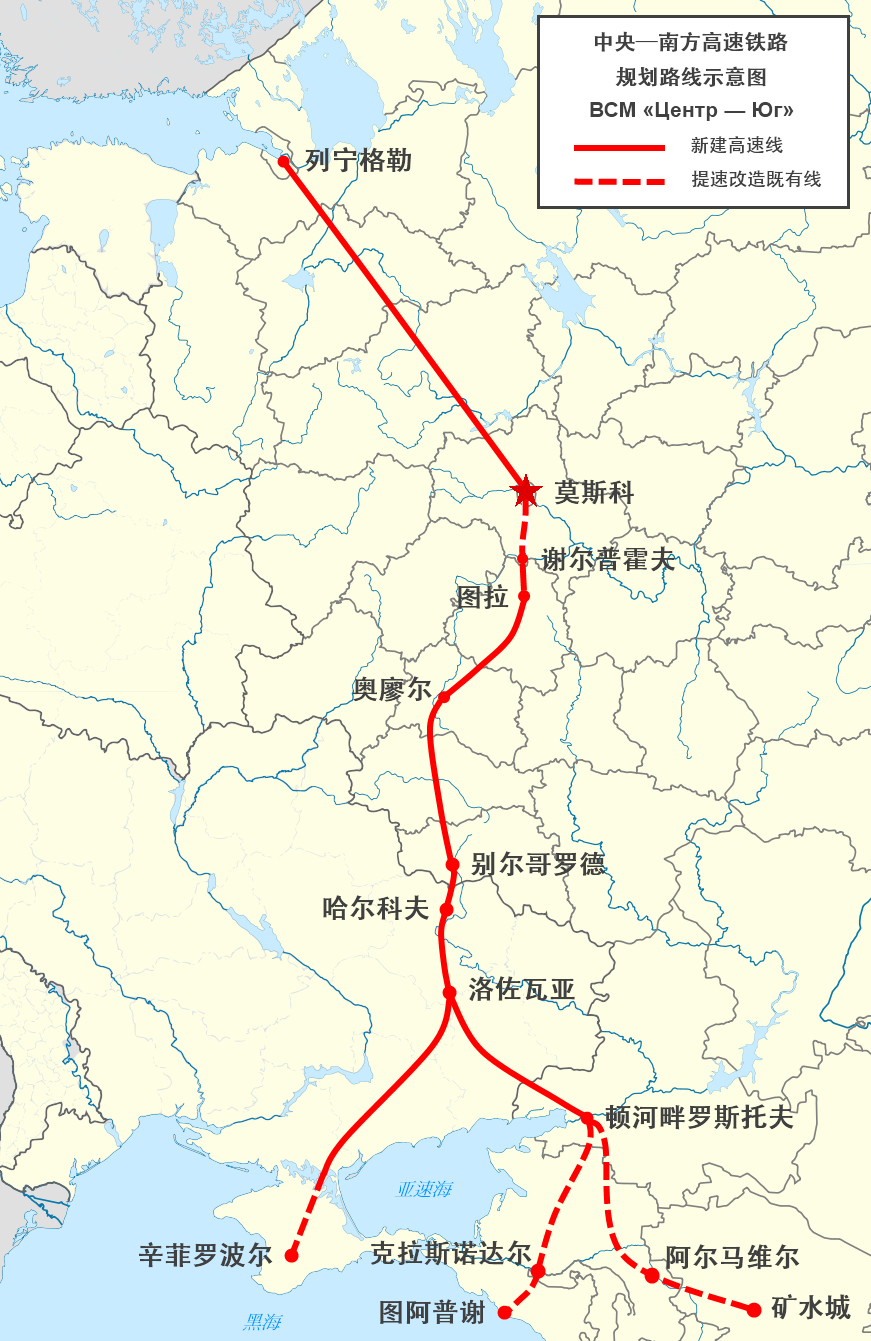
中央—南方高速铁路路线示意图

继日本新干线取得成功之后，法国、德国、苏联等国家亦不甘落后，相继开展了各自的高速铁路计划。1974年，全苏铁道运输科学研究院、列宁格勒铁道运输工程学院、莫斯科国立铁路运输勘测设计院等单位开始设计苏联第一条高速铁路，研究修建“中央—南方高速铁路”（ВСМ «Центр — Юг»）的可行性，路线规划由莫斯科为起点，经谢尔普霍夫、奥廖尔、别尔哥罗德、哈尔科夫，然后在洛佐瓦亚分岔出两条路线，其中一条通往辛菲罗波尔，而另一条通往顿河畔罗斯托夫，并可以经既有线通往圖阿普謝及礦水城。这条高速铁路将中央地区与黑海沿岸的南方地区连接起来，新线设计速度为250公里/小时，莫斯科至辛菲罗波尔的旅行时间将由21小时缩短到6小时，车辆拟采用大功率电力机车牵引轻量化客车的动力集中方式。中南高速铁路最初计划在1990年建成通车，并将延伸至列宁格勒，但1980年代初的苏联铁路将主要发展重点放在提高既有线的运输能力，因此高速铁路项目被暂缓实施。
1987年，苏联交通部部长尼古拉·谢苗诺维奇·科纳列夫下令恢复进行中南高速铁路的规划工作，并列入苏联部长会议批准的14项国家优先发展的科技项目之一。1988年12月，苏联部长会议下达了1474号决议，批准由交通部提出的“发展环境友好型交通运输”国家科技计划，将高速铁路及磁悬浮铁路列为未来的客运发展方向。1990年10月，由苏联交通部协同国家计划委员会和有关工程部门草拟的“1991—2000年铁路运输基本现代化的全国性计划”中，亦包括了建设中南高速铁路连接列宁格勒、莫斯科和高加索及克里米亚的计划。在规划过程中，铁路设计速度进一步提高至300公里/小时，并改为采用动力分散式的高速电力动车组营运。中央—南方高速铁路原计划在1990年代初动工，至2000年前建成通车。但在苏联解体后，这个耗资庞大的基建项目被迫搁置，而俄罗斯的铁道部门仍继续进行莫斯科—圣彼得堡高速铁路的研究。
而磁悬浮铁路方面，苏联相当重视磁悬浮列车的发展前景，由于磁浮列车具有无污染、高速度、高效益的优点，因此苏联认为在未来的大城市可以广泛应用磁浮列车，以缓解日益增长的交通压力。1970年代，苏联开始研究实用化的常导电磁悬浮列车技术，成立了莫斯科磁浮列车研究中心，在拉缅斯科耶建成了一个拥有600米轨道的试验基地，并成功研制了多种磁浮试验车。1980年代，苏联计划在哈萨克斯坦首都阿拉木图兴建一条全场14.5公里的低速磁浮试验线，并计划在亚美尼亚兴建第一条磁浮铁路营运线。根据当时的规划，亚美尼亚磁悬浮铁路连接首都埃里温、阿博维扬、塞凡等城市，线路全长达60公里，设有五个车站，设计运行速度为250公里/小时，原计划在1990年前首先建成3.2公里的试验段，但由于发生了1988年亚美尼亚大地震，遂暂停了磁悬浮计划。

## 苏联解体后的各国铁路
1991年，随着苏联国内政治形势的急剧变化，多个加盟共和国先后宣布独立，并成立了独立国家联合体。1991年12月25日，戈尔巴乔夫宣布辞去苏联总统职务，苏联正式解体。解体后的苏联分裂成了15个独立国家，各国相继建立了自己的铁路系统，独立自主地管理各自的领土范围内的铁路，瓦解了苏联全国铁路统一管理的局面。前苏联的32个铁路局被重新改组为40个铁路局（系统），其中俄罗斯联邦继承了19个，乌克兰继承了6个，哈萨克斯坦继承了3个，其余国家各继承了1个。
1992年1月20日，俄罗斯联邦总统叶利钦发布命令，决定撤消苏联交通部，建立俄罗斯联邦交通部，把原来位于俄罗斯境内所有前苏联交通部所属的铁路企业、机构、管理部门的工作业务和财产，全部移交给俄罗斯联邦交通部，任命法捷耶夫（Фадеев, Геннадий Матвеевич）为交通部长。至此，俄罗斯联邦交通部正式成为苏联交通部的合法继承主体，继承了占苏联全国铁路里程59%的铁路。同时，乌克兰亦成立了具有国家及经济管理职能的国家铁路运输管理局。而其他前苏联加盟共和国也分别建立了由国家政府直接管辖的铁路机构。
而铁路财产分割方面，在各国领土内铁路上的所有固定设备，以及包括机车车辆等运输设备，都按原配属关系成为各国铁路系统的财产。铁路货车和集装箱原本是在全苏联铁路网上共用，并由交通部集中调配，如果按运输比例进行财产分割，则整个独联体需要额外增加数十万辆货车和集装箱，这对于各国的财力都是不可能的。因此，在苏联解体初期，苏联铁路的182.3万辆货车和131.3万个集装箱均暂时共用，以满足各国的运输需要。
1991年1月25日，各独联体国家的铁路行政和管理机关领导人签署了成立独联体铁路运输协调机构的协议，并在同年2月14日得到独联体各国政府首脑批准。独联体铁路运输委员会的主要任务，是负责协调各个国家之间的铁路运输工作，并制定国际联运、运输收入及费用清算、运价协调等铁路业务活动协调原则，其常设管理机构是执行委员会，总部设在莫斯科的前苏联交通部大楼内。根据1992年3月20日于基辅举行的首脑会议决定，将货车和集装箱分配给各国，原则上按线路比重分配，而使用超标时应向独联体付费。
| 苏联解体后独立的国家 | 铁路系统         | 继承铁路局             | 路局总部             | 铁路网总长（公里） |
| -------------------- | ---------------- | ---------------------- | -------------------- | ------------------ |
| 俄羅斯               | 俄罗斯铁路       | 莫斯科铁路局           | 莫斯科               | 85,000             |
| 俄羅斯               | 俄罗斯铁路       | 十月铁路局             | 圣彼得堡             | 85,000             |
| 俄羅斯               | 俄罗斯铁路       | 北高加索铁路局         | 顿河畔罗斯托夫       | 85,000             |
| 俄羅斯               | 俄罗斯铁路       | 高尔基铁路局           | 下诺夫哥罗德         | 85,000             |
| 俄羅斯               | 俄罗斯铁路       | 古比雪夫铁路局         | 萨马拉               | 85,000             |
| 俄羅斯               | 俄罗斯铁路       | 北方铁路局             | 雅罗斯拉夫尔         | 85,000             |
| 俄羅斯               | 俄罗斯铁路       | 伏尔加铁路局           | 萨拉托夫             | 85,000             |
| 俄羅斯               | 俄罗斯铁路       | 东南铁路局             | 沃罗涅日             | 85,000             |
| 俄羅斯               | 俄罗斯铁路       | 斯维尔德洛夫斯克铁路局 | 叶卡捷琳堡           | 85,000             |
| 俄羅斯               | 俄罗斯铁路       | 南乌拉尔铁路局         | 车里雅宾斯克         | 85,000             |
| 俄羅斯               | 俄罗斯铁路       | 西西伯利亚铁路局       | 新西伯利亚           | 85,000             |
| 俄羅斯               | 俄罗斯铁路       | 克拉斯诺亚尔斯克铁路局 | 克拉斯诺亚尔斯克     | 85,000             |
| 俄羅斯               | 俄罗斯铁路       | 克麦罗沃铁路局         | 克麦罗沃             | 85,000             |
| 俄羅斯               | 俄罗斯铁路       | 东西伯利亚铁路局       | 伊尔库茨克           | 85,000             |
| 俄羅斯               | 俄罗斯铁路       | 后贝加尔铁路局         | 赤塔                 | 85,000             |
| 俄羅斯               | 俄罗斯铁路       | 远东铁路局             | 海参崴               | 85,000             |
| 俄羅斯               | 俄罗斯铁路       | 贝加尔-阿穆尔铁路局    | 滕达                 | 85,000             |
| 乌克兰               | 乌克兰铁路       | 西南铁路局             | 基辅                 | 22,300             |
| 乌克兰               | 乌克兰铁路       | 南方铁路局             | 哈尔科夫             | 22,300             |
| 乌克兰               | 乌克兰铁路       | 顿涅茨克铁路局         | 顿涅茨克             | 22,300             |
| 乌克兰               | 乌克兰铁路       | 敖德萨铁路局           | 敖德萨               | 22,300             |
| 乌克兰               | 乌克兰铁路       | 利沃夫铁路局           | 利沃夫               | 22,300             |
| 乌克兰               | 乌克兰铁路       | 第聂伯河沿岸铁路局     | 第聂伯罗彼得罗夫斯克 | 22,300             |
|                      | 哈萨克斯坦铁路   | 阿拉木图铁路局         | 阿拉木图             | 15,000             |
| 西哈萨克铁路局       | 哈萨克斯坦铁路   | 阿克纠宾斯克           |                      | 15,000             |
| 切利诺铁路局         | 哈萨克斯坦铁路   | 切利诺格勒             |                      | 15,000             |
| 白俄羅斯             | 白俄罗斯铁路     | 白俄罗斯铁路局         | 明斯克               | 5,491              |
|                      | 格鲁吉亚铁路     | 外高加索铁路局         | 第比利斯             | 1,513              |
| 亞美尼亞             | 亚美尼亚铁路     | 外高加索铁路局         | 第比利斯             | 845                |
|                      | 阿塞拜疆铁路     | 阿塞拜疆铁路局         | 巴库                 | 2,932              |
| 摩尔多瓦             | 摩尔多瓦铁路     | 摩尔多瓦铁路局         | 基希讷乌             | 1,156              |
|                      | 土库曼斯坦铁路   | 中亚铁路局             | 塔什干               | 3,181              |
|                      | 乌兹别克斯坦铁路 | 中亚铁路局             | 塔什干               | 4,230              |
|                      | 塔吉克斯坦铁路   | 中亚铁路局             | 塔什干               | 616                |
|                      | 吉尔吉斯斯坦铁路 | 中亚铁路局             | 塔什干               | 417                |
| 爱沙尼亚             | 爱沙尼亚铁路     | 波罗的海铁路局         | 里加                 | 816                |
| 拉脫維亞             | 拉脱维亚铁路     | 波罗的海铁路局         | 里加                 | 2,269              |
| 立陶宛               | 立陶宛铁路       | 波罗的海铁路局         | 里加                 | 1,766              |
| 1. 2. 3. 4.          |                  |                        |                      |                    |